# Oberonia monstruosa
Oberonia monstruosa är en orkidéart som först beskrevs av Carl Ludwig von Blume, och fick sitt nu gällande namn av John Lindley. Oberonia monstruosa ingår i släktet Oberonia och familjen orkidéer.

## Underarter
Arten delas in i följande underarter:
- O. m. monstruosa
- O. m. seramica